# フライング・タイガー・ライン66便墜落事故
フライング・タイガー・ライン66便墜落事故は、1989年2月19日にマレーシアで発生した航空事故である。シンガポール・チャンギ国際空港から啓徳空港へ向かっていたフライング・タイガー・ライン66便（ボーイング747-249FSCD）が経由地であるクアラルンプール国際空港への着陸進入中に墜落し、乗員4人全員が死亡した。

## 飛行の詳細

### 事故機
事故機のボーイング747-249FSCD（N807FT）は1979年11月1日に初飛行を行い、同年12月11日にフライング・タイガー・ラインに納入された。製造番号は21828で、シリアル番号は408だった。総飛行時間は34,000時間以上で、9,000サイクルほどを経験していた。

### 乗員
機長は58歳の男性で、副操縦士は54歳の男性、航空機関士は70歳の男性であった。また、66便には整備士の53歳の男性も搭乗していた。

## 事故の経緯
シンガポール・チャンギ国際空港を離陸した約30分後、66便はクアラルンプール国際空港の滑走路33への無指向性無線標識（NDB）進入を許可された。管制官は「Kayell」ビーコンへ直接向かうことを指示したが、この時「Kayell」を「KL」と略して用いていた。管制官は「Kayell」ビーコンを「KL」と表すこともあればクアラルンプールのローカルATCのことを「KL」と呼ぶこともあった。そのため、66便のパイロット達はどちらが許可されたのかを機内で話し合っていた。滑走路33への進入についてはパイロットと管制官の間で混乱が生じており、機長はILS進入の方法を参照していたが、管制官はILSは使用不能だと述べていた。
管制官はパイロットに「タイガー66、2400に降下、滑走路33へのNDB進入を許可（Tiger 66, descend two four zero zero , cleared for NDB approach runway 33.）」と伝えた。これに対して機長は「了解、400（Okay, four zero zero）」と返答した。コックピットボイスレコーダー（CVR）によれば機長がこれ以前にも複数回、指示の誤読をしていたことが判明した。
最終進入中、対地接近警報装置が作動したが、パイロットはこれらを無視した。現地時間6時36分、66便は海抜437フィート (133 m)の丘の中腹に激突し、乗員4人全員が死亡した。事故により発生した火災が鎮火されたのは2日後のことだった。

## 事故調査
調査から、副操縦士がNDB進入について懸念を示していたことが判明した。副操縦士は滑走路15のILS進入を提案したが、機長はこの提案を却下した。また、パイロットが進入においてアプローチ・チャートを使用していなかったことが明らかになった。アプローチ・チャートには地形情報や最低降下高度（MDA）が記載されていたため、パイロットがこれを見ていれば事故を回避できた可能性があった。
事故原因としてパイロットが計器進入の手順を順守しなかったこと、パイロット間のコミュニケーションが不適切だったこと、状況認識が悪かったことが挙げられた。また、管制官と機長がICAOの定める表現以外を用いて交信を行ったことも墜落に寄与したとされた。管制官の表現が通常とは異なっていたため、機長は「タイガー66、2400に降下、滑走路33へのNDB進入を許可（Tiger 66, descend two four zero zero , cleared for NDB approach runway 33.）」という指示を「タイガー66、400に降下、滑走路33へのNDB進入を許可（Tiger 66, descend to four zero zero , cleared for NDB approach runway 33.）」と誤認した。

## 手順の変更
事故後、コックピット・リソース・マネジメント（CRM）の重要性と訓練の必要性が強く認識された。フライトセーフティインターナショナルなどは66便の事故について訓練で誤った例として扱っている。連邦航空局はCVR記録を用いてビデオを作成し、CRMの改善方法などの研究を行った。